# Miranda do Corvo
Miranda do Corvo – miejscowość w Portugalii, leżąca w dystrykcie Coimbra, w regionie Centrum w podregionie Pinhal Interior Norte. Miejscowość jest siedzibą gminy o tej samej nazwie.

## Demografia
| Liczba ludności gminy Miranda do Corvo (1801–2011) | Liczba ludności gminy Miranda do Corvo (1801–2011) | Liczba ludności gminy Miranda do Corvo (1801–2011) | Liczba ludności gminy Miranda do Corvo (1801–2011) | Liczba ludności gminy Miranda do Corvo (1801–2011) | Liczba ludności gminy Miranda do Corvo (1801–2011) | Liczba ludności gminy Miranda do Corvo (1801–2011) | Liczba ludności gminy Miranda do Corvo (1801–2011) | Liczba ludności gminy Miranda do Corvo (1801–2011) | Liczba ludności gminy Miranda do Corvo (1801–2011) |
| -------------------------------------------------- | -------------------------------------------------- | -------------------------------------------------- | -------------------------------------------------- | -------------------------------------------------- | -------------------------------------------------- | -------------------------------------------------- | -------------------------------------------------- | -------------------------------------------------- | -------------------------------------------------- |
| 1801                                               | 1849                                               | 1900                                               | 1930                                               | 1960                                               | 1981                                               | 1991                                               | 2001                                               | 2004                                               | 2011                                               |
| 6 412                                              | 5 891                                              | 12 751                                             | 12 608                                             | 12 810                                             | 12 231                                             | 11 674                                             | 13 069                                             | 13 400                                             | 13 098                                             |

## Sołectwa
Sołectwa gminy Miranda do Corvo:
- Lamas – 838 osób
- Miranda do Corvo – 7614 osób
- Rio Vide – 813 osób
- Semide – 2863 osoby
- Vila Nova – 970 osób